# يو إس إس ابراهام لينكون
 حاملة الطائرات يو إس إس ابراهم لينكون (بالإنجليزية: USS Abraham Lincoln (CVN-72))‏ هي حاملة طائرات عملاقة من فئة نيمتز، وتعد من أضخم السفن الحربية في العالم. سميت على اسم الرئيس الأمريكي الذي تولى الحكم إبان الحرب الأهلية الأمريكية ابراهام لينكون. وتخدم لدى قيادة قوات أسطول الولايات المتحدة ويبحر في معيتها مجموعة الحاملة الضاربة 9 وجناح الحاملة الجوي 2. في عام 1991 شاركت في عملية عاصفة الصحراء لتحرير الكويت كما قادت قوة المهام الموحدة في الصومال سنة 1992-1993 وقصفت السودان وأفغانستان سنة 1998. وفي مطلع القرن الحالي شاركت في غزو أفغانستان 2001 وغزو العراق 2003.